# Vickers A1E1 Independent
Der Vickers A1E1 „Independent“ war ein schwerer britischer Panzer aus dem Jahr 1926.

## Geschichte
Während noch im Ersten Weltkrieg die schweren Panzer der Mark-Serie charakteristisch für die britischen Streitkräfte waren, wurde in den zwanziger Jahren kein neues schweres Modell mehr in die Ausrüstung aufgenommen.
J. F. C. Fuller hatte in seinem 1920 erschienenen Buch „Die Tanks im Großen Krieg“ die Theorie entwickelt, dass in einem späteren Krieg die Panzer ähnlich wie Kriegsschiffe operieren würden.
Aufgrund dieser Theorie wurde der A1E1 „Independent“, als eine Art „Land-Kriegsschiff“, in den Jahren 1925–1926 bei Vickers entwickelt und gebaut. Er stellte ein mehrtürmiges Kampffahrzeug, bewaffnet mit einer 47-mm-Kanone im Hauptturm sowie vier MG, welche jeweils einzeln in kleineren Türmen untergebracht waren, dar. Er entsprach jedoch nicht der amtlichen britischen Militärdoktrin, die mehr auf eine Ausrüstung mit leichten Panzern bzw. Kleinpanzern (Tankette) abzielte. Auch stellte der „Independent“ ein, für seine Zeit, sehr teures Fahrzeug dar, daher blieb das gebaute Versuchsmodell ein Einzelexemplar. Ein Einsatz in einem Konflikt fand nicht statt.
Das erhaltene Fahrzeug kann heute im Tank Museum, Bovington, Südwestengland besichtigt werden.

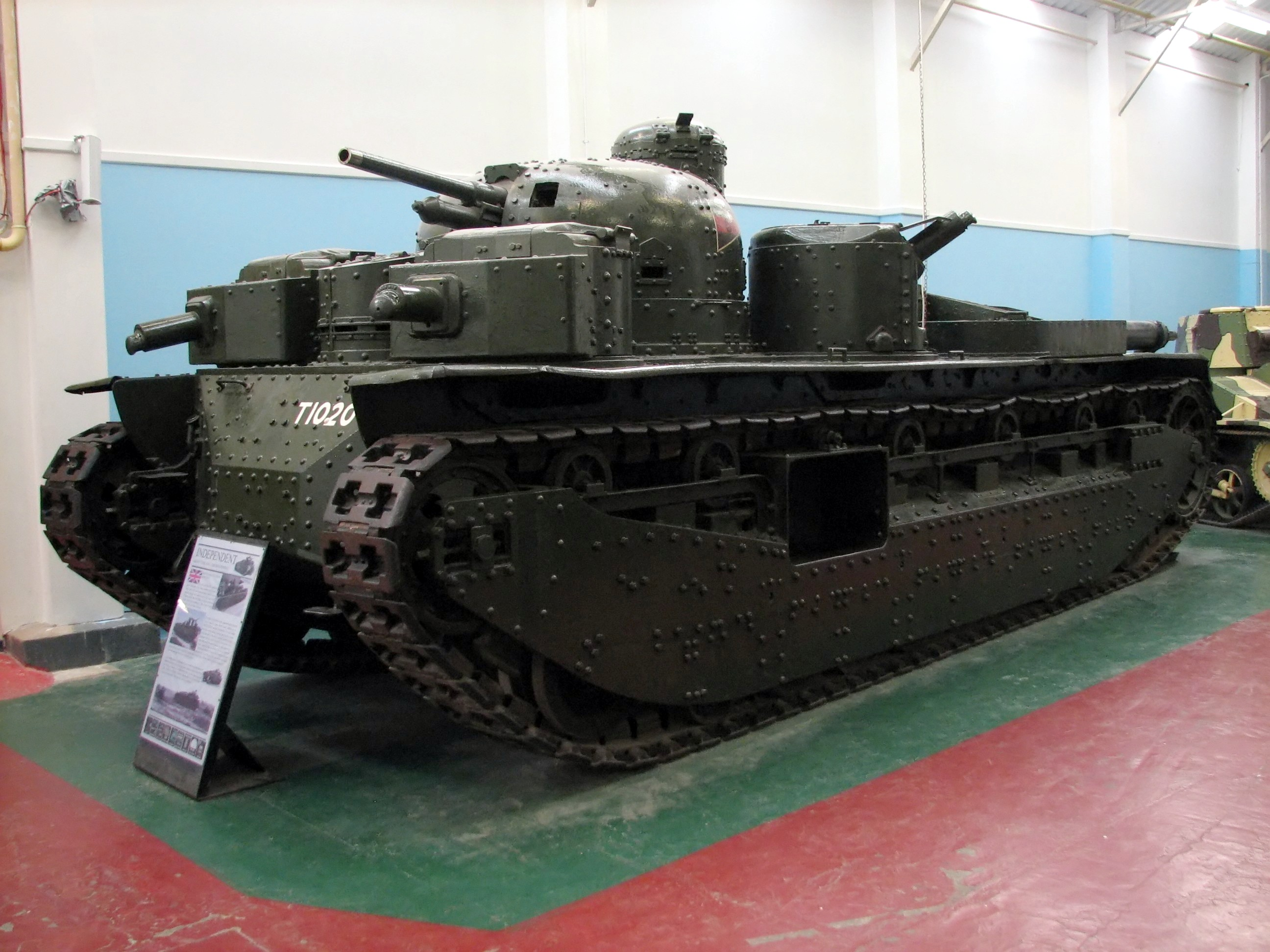
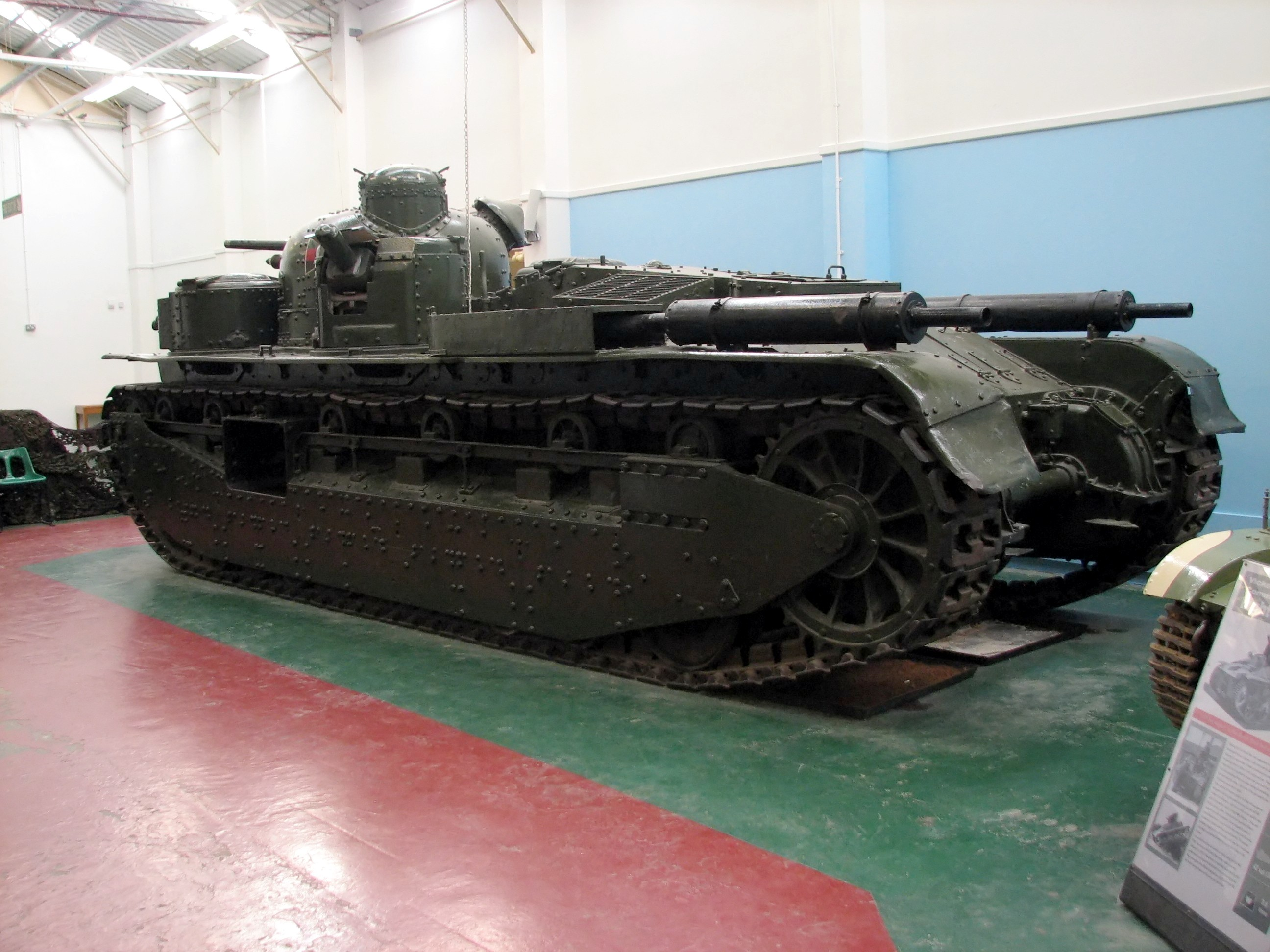

## Nachwirkungen
Obwohl der „Independent“ nur ein Versuchsmodell war, wurde seine Entwicklung im Ausland sehr aufmerksam verfolgt. So beeinflusste er noch später die Entwicklung der Großtraktoren, mit mehreren Türmen, im damaligen Deutschen Reich. In der Sowjetunion entstanden nach seinem Vorbild der T-28 mit drei Türmen und der T-35 mit fünf Türmen. In Großbritannien selbst wurden auch später Panzer mit jeweils drei Türmen entwickelt und in Serie gebaut, dies waren der Vickers Medium Mark III und der Cruiser Tank Mk I.